# 게이지노
게이지노(Gaugino)는 게이지 보손의 초대칭짝을 일컫는다. 따라서 게이지 양자수 등 모든 양자수는 게이지 보손과 같으며, 스핀만 1/2이다.
표준 모형의 극소 초대칭성 확장에서 다음의 게이지노가 존재한다:
- 글루이노
- 그래비티노
- 위노
- 지노

## 같이 보기
- 게이지 이론